# 巨光水蚤
巨光水蚤（学名：Lucicutia maxima）为光水蚤科光水蚤屬下的一个种。其种加词“maxima”意为“大的”。